# U-312
U-312 — средняя немецкая подводная лодка типа VIIC времён Второй мировой войны.

## История
Заказ на постройку субмарины был отдан 5 июня 1941 года. Лодка была заложена 10 апреля 1942 года на верфи Флендер-Верке, Любек, под строительным номером 312, спущена на воду 27 февраля 1943 года. Лодка вошла в строй 21 апреля 1943 года под командованием оберлейтенанта Курта-Хайнца Николая.

### Командиры
- 21 апреля 1943 года — 1 декабря 1944 года капитан-лейтенант Курт-Хайнц Николай
- 2 декабря 1944 года — 31 января 1945 года оберлейтенант цур зее Фридрих-Георг Геррле
- 1 февраля — 8 мая 1945 года оберлейтенант цур зее Юрген фон Газа

### Флотилии
- 21 апреля 1943 года — 30 ноября 1943 года — 8-я флотилия (учебная)
- 1 декабря 1943 года — 31 декабря 1943 года — 6-я флотилия
- 1 января 1944 года — 31 августа 1944 года — 11-я флотилия
- 1 сентября 1944 года — 8 мая 1945 года — 13-я флотилия

### История службы
Лодка совершила 12 боевых походов, успехов не достигла. 11 мая 1944 года U-312 была вынуждена досрочно вернуться на базу для устранения поломки двигателей. Эта лодка была оснащена шноркелем. Капитулировала в Нарвике, Норвегия в мае 1945 года, пробыла там по крайней мере до 19 мая, затем перешла в Лох-Эриболл, Шотландия. Потоплена в ходе операции «Дэдлайт» 29 ноября 1945 года в районе с координатами 55°35′ с. ш. 07°54′ з. д..